# James Kyson Lee
 (avril 2019).
Si vous disposez d'ouvrages ou d'articles de référence ou si vous connaissez des sites web de qualité traitant du thème abordé ici, merci de compléter l'article en donnant les références utiles à sa vérifiabilité et en les liant à la section « Notes et références ».
Pour les articles homonymes, voir James Lee (homonymie) et Lee.
James Kyson Lee, né le 13 décembre 1975, à Séoul (Corée du Sud) est un acteur américano-sud-coréen.

## Biographie
Bien qu'étant né à Séoul, c'est dans le borough du Queens, à New York aux États-Unis que James Kyson Lee vécut le plus longtemps, après que la famille y eut déménagé, lui étant âgé alors de 10 ans. Là-bas, il suivit des études en communication au Bronx High School of Science où il commença également à jouer de la musique, danser et faire de l'improvisation.
En été 2001, il vendit sa vieille voiture pour 1 800 $[réf. nécessaire][non pertinent] et utilisa cet argent pour emménager à Los Angeles. Alors, il continua son entraînement en jazz, en chant, en comédie musicale et pour la première fois, en jeu d'acteur. Ainsi, il joua dans plusieurs productions télévisées comme JAG, Las Vegas, À la Maison-Blanche ou Heist. Il a également fait une apparition dans le clip Amerika de Rammstein.
Il a joué jusqu'en 2010 dans la série Heroes, où il interpréta le rôle d'Ando Masahashi, le collègue et l'ami de Hiro, qui aide ce dernier à entreprendre sa mission, celle de sauver le monde.
En plus de son rôle dans Heroes, James Kyson Lee a joué au cinéma dans Big Deal, Asian Stories: Book 3, Big Dreams, Little Tokyo ou encore Point of Contact.
Actuellement, il vit à Los Angeles[réf. nécessaire].

## Filmographie

### Cinéma
- 2004 : Haircut
- 2004 : Harlequin
- 2004 : Up Against the 8 Ball
- 2005 : Chinese Beauty
- 2005 : Snapdragon (court métrage)
- 2005 : I See
- 2005 : Bunny & Clydo
- 2006 : Behind Enemy Lines: Axis of Evil (Voix)
- 2006 : Know Your Enemy
- 2006 : Asian Stories (Book 3)
- 2006 : On the Rocks
- 2006 : Big Dreams Little Tokyo
- 2006 : Ghost Hunters: Point of Contact
- 2006 : Big Deal
- 2007 : D-War (Voix)
- 2007 : A Couple of White Chicks at the Hairdresser
- 2008 : Spirits (Shutter)
- 2010 : Blonde Movie
- 2014 : Born to race 2 (Tak)
- 2024 : Werewolves de Steven C. Miller : Miles Chen

### Télévision
- 2003 : The Lone Ranger
- 2003 : JAG
- 2003 : All About the Andersons (en)
- 2004 : Agence Matrix (Threat Matrix)
- 2004 : Mad TV
- 2004 : Alias
- 2004 : À la Maison-Blanche (The West Wing)
- 2005 : Xtreme Fakeovers
- 2005 : L'Aventure du Poséidon (The Poseidon Adventure)
- 2006 : NCIS : Enquêtes spéciales (Navy NCIS)
- 2006 : Stranger Adventures
- 2006 : Night Stalker (Voix)
- 2006 : Heist
- 2006 : Untold Stories of the ER
- 2006 : Trapped in TV Guide
- 2006 : Breaking Up with Shannen Doherty
- 2006 - 2010 : Heroes
- 2007 : Las Vegas
- 2008 : CSI (Les Experts) (saison 9, épisode 6) : Un traducteur coréen
- 2011 : Hawaii 5-0 : Sean Leung
- 2016 : NCIS : Los Angeles : James Kang
- 2017 : Esprits criminels : Unité sans frontières : Joon-Ho Kim

## Anecdotes
- Il était l'un des membres d'un groupe de hip-hop.
- Kyson, son deuxième nom provient de la première lettre des surnoms de ses parents (k et y), suivi du suffixe son qui signifie fils en anglais.
- Il a dû prendre des cours de japonais pour la série Heroes